# 国际在线
国际在线（CRI Online）是中国国际广播电台經營的大型综合性官方网站。这个网站的新闻和文章内容包括了经济、政治、军事、历史、文化、科技等内容。
国际在线有包括繁体中文、英语、日语、法语、德语、西班牙语等40多种语言的对外宣传和交流的版本。
2024年，国际在线除汉语官网保留原名外，其他大多数语言版本的国际在线官网统一改版，在部分语言保留CRI Online品牌的基础上并入CGTN官网，并仍继续承担中国国际广播电台对应语言广播的听众服务。